# Miss Amapá 2016
Miss Amapá 2016 foi a 50ª edição do tradicional concurso de beleza feminino que seleciona a melhor candidata amapaense para representar seu Estado e sua cultura no certame nacional de Miss Brasil 2016. O evento contou com a participação de quinze municípios com suas respectivas candidatas em busca do título. Daiane Uchôa, vencedora do título do ano anterior, coroou sua sucessora ao posto no fim do concurso, que ocorreu novamente no Ceta Ecotel. O certame é coordenado a dez anos pela empresária Enyellen Sales e contou com a presença ilustre da Miss Brasil 2015, a gaúcha Marthina Brandt.

## Resultados

### Colocações
| Posição   | Município e Candidata                 |
| Vencedora | - Macapá - Joely Teixeira             |
| 2º. Lugar | - Vitória do Jari - Taianny Motta     |
| 3º. Lugar | - Pracuuba - Jade Davis               |
| 4º. Lugar | - Santana - Maria Izabel Alves        |
| 5º. Lugar | - Cutias do Araguari - Yasmim Malcher |
| 6º. Lugar | - Ferreira Gomes - Lorena Rocha       |

### Prêmios Especiais
O concurso distribuiu o seguinte prêmio este ano:
| Prêmio        | Município e Candidata                 |
| Miss Simpatia | - Cutias do Araguari - Yasmim Malcher |

### Ordem dos Anúncios
| 1. Vitória do Jari 2. Macapá 3. Cutias do Araguari 4. Ferreira Gomes 5. Pracuúba 6. Santana | 1. Vitória do Jari 2. Macapá 3. Pracuúba |  |  |

## Candidatas
Disputaram o título este ano: 
| - Amapá - Jaqueline Bastos - Calçoene - Andressa Santiago - Cutias do Araguari - Yasmim Malcher - Ferreira Gomes - Lorena Rocha - Laranjal do Jari - Kellyanne Neris | - Macapá - Joely Teixeira - Mazagão - Regiane Costa - Oiapoque - Beatriz Monteiro - Pedra Branca - Bruniely Peterle - Porto Grande - Carliene Sousa | - Pracuuba - Jade Davis - Santana - Maria Izabel Alves - Serra do Navio - Layanny Pachêco - Tartarugalzinho - Lisandra Lima - Vitória do Jari - Taianny Motta |

## Dados das Candidatas
Informações cedidas pela organização:
| Amapá Jaqueline tem 20 anos e 1.68m de altura. Calçoene Andressa tem 20 anos e 1.68m de altura. Cutias do Araguari Yasmim tem 20 anos e 1.68m de altura. Ferreira Gomes Lorena tem 20 anos e 1.69m de altura. Laranjal do Jari Kellyanne tem 21 anos e 1.68m de altura. | Macapá Joely tem 23 anos e 1.72m de altura. Mazagão Regiane tem 21 anos e 1.68m de altura. Pedra Branca do Amapari Bruniely tem 21 anos e 1.77m de altura. Porto Grande Carliene tem 22 anos e 1.68m de altura. Pracuúba Jade tem 19 anos e 1.68m de altura. | Oiapoque Beatriz tem 20 anos e 1.76m de altura. Santana Izabel tem 18 anos e 1.80m de altura. Serra do Navio Layanny tem 18 anos e 1.75m de altura. Tartarugalzinho Lisandra tem 22 anos e 1.68m de altura. Vitória do Jari Taianny tem 19 anos e 1.77m de altura. |

## Histórico
Não teve uma representante, o município de: 
- Itaubal

## Participação
Já possuem um histórico em concursos:
| Miss Mundo Brasil - 2015: Pracuuba - Jade Davis (Top 20) - (Representando o Amapá, em Florianópolis, SC) Miss Tourism Queen Of The Year - 2015: Pracuuba - Jade Davis - (Representando o Brasil em Kuala Lumpur, Malásia) | Teen Face of the Globe - 2014: Pracuuba - Jade Davis (4º. Lugar) - (Representando o Brasil em Paris, França) A Mais Bela Negra do Amapá - 2011: Pracuuba - Jade Davis (Vencedora) - (Representando a Embaixada de Samba Cidade de Macapá) |